# پرنینک
پرنینک (به چکی: Pernink) یک منطقهٔ مسکونی در جمهوری چک است که در ناحیه کارلووی واری واقع شده‌است.